# Jindřich Lev Hanák
Divizní generál V. třídy v. v. Jindřich Lev Hanák (11. dubna 1867 Rokycany – 31. ledna 1939 Praha-Dejvice) byl český voják, plukovník rakousko-uherské císařské armády během první světové války a po vzniku Československa, pak generál nově vytvořené Československé armády. Byl výrazným podporovatelem čs. vojenského letectví a spoluzakladatelem Masarykovy letecké ligy.

## Život

### Mládí
Narodil se v Rokycanech v západních Čechách do české rodiny. Po absolvování střední školy se rozhodl pro vojenskou dráhu a roku 1879 byl přijat na Vojenskou pěchotní akademii v Praze, kterou zdárně absolvoval roku 1885. Následně nastoupil do rakousko-uherské armády. Do roku 1914 pak působil převážně jako vojenský pedagog.

### První světová válka
Poté, co po atentátu na rakouského následníka trůnu 28. července 1914 Rakousko-Uhersko vyhlásilo válku Srbsku a vypukla tak první světová válka, prodělal Hanák frontové nasazení na východní frontě jakožto velitel praporu. Zde byl opakovaně dekorován a roku 1916 dosáhl hodnosti plukovníka. Roku 1918 byl převelen do Písku, kde jej zastihl konec války. Zde byl tak patrně svědkem a (vzhledem ke své tehdejší funkci) dost možná i aktérem tzv. Píseckého vyhlášení československé republiky, tedy předčasného vyhlášení samostatnosti státu 14. října 1918.

### Po vzniku Československa
Po vyhlášení samostatného Československa 28. října 1918 byl Hanák jakožto zkušený vojenský velitel a sympatizant české národní myšlenky přijat do řad Československé armády. Jakožto velitel 2. čs. pěší brigády se v lednu 1919 zúčastnil bojů na Těšínsku s polskou armádou od května 1919 pak v Československo-maďarské válce proti Maďarské republice rad na jižní slovenské hranici. Za obě tato nasazení byl později dekorován.
Dále pak budoval kariéru v armádě: v letech 1919–1922 byl velitelem 11. divize v Košicích, v letech 1922–1930 pak velitelem 8. divize v Opavě. Roku 1924 byl povýšen na generála IV. třídy, roku 1928 pak na divizního generála V. třídy. V lednu 1930 odešel na vlastní žádost z armády do penze.

### Masarykova letecká liga
Od roku 1926 se výrazně angažoval ve prospěch zapojení letectva do armádních složek. Spolu s generálem Stanislavem Čečkem byl zakladatelem Masarykovy letecké ligy, organizace, která měla za úkol propagovat a podporovat činnosti československého letectví, což mělo přinést všeobecný pokrok země. Liga se mj. angažovala při zakládání nových letišť a další podpoře letecké přepravy. Po Čečkově odchodu z vedoucí pozice organizace převzal Hanák vedoucí pozici v organizaci. Zasloužil se o výstavbu vojenského letiště v Dolním Benešově nedaleko Opavy, které pak neslo jeho jméno, Hanákovo letiště.

### Úmrtí
Jindřich Lev Hanák zemřel 31. ledna 1939 v Praze ve věku 71 let. Pohřben byl na Šáreckém hřbitově.

### Rodinný život
Dcera Jelena Hanáková se provdala za generála Otakara Zahálku, roku 1942 popraveného za protinacistický odboj.